# La Gorce Mountains
Die La Gorce Mountains sind eine Gruppe von Bergen im westantarktischen Marie-Byrd-Land. Im Königin-Maud-Gebirge ragen sie über eine Länge von 32 km im oberen Abschnitt des Scott-Gletschers zwischen den Mündungen des Robison-Gletschers und des Klein-Gletschers auf.
Entdeckt wurden sie im Dezember 1934 von der geologischen Mannschaft um Quin Blackburn (1900–1981) bei der zweiten Antarktisexpedition (1933–1935) des US-amerikanischen Polarforschers Richard Evelyn Byrd. Byrd benannte sie nach John Oliver La Gorce (1880–1959), damaliger Vize-Präsident der National Geographic Society.